# Carlos Guerrero Guerrero
Carlos Guerrero Guerrero (Iquique, 4 de noviembre de 1903-13 de septiembre de 1995) fue un periodista deportivo chileno conocido por sus seudónimos de «Don Pampa», —el cual utilizaba para firmar sus artículos en la revista Estadio—, «Tata Nacho», «Ron» y «Pitazo». En 1976 recibió el Premio Nacional de Periodismo Deportivo.

## Biografía
Nacido en Iquique, comenzó su trabajo periodístico en una publicación de una oficina salitrera denominada Sufra y aguante, y luego pasó a El Tarapacá de su ciudad natal. Decidió emigrar a Santiago a fines de los años 1920, en donde ingresó a Las Últimas Noticias.
En diciembre de 1941 llegó al equipo periodístico de la revista Estadio, en la que permaneció hasta 1981 y donde compartió con destacados periodistas Alberto Buccicardi, Renato González, Antonino Vera y Julio Martínez, entre otros. Fue enviado especial de la revista a los Juegos Olímpicos de México 1968 y a los de Múnich 1972. También cubrió los Juegos Panamericanos, diversas competencias mundiales, y campeonatos sudamericanos de atletismo y de baloncesto.
Fue fundador del Círculo de Periodistas Deportivos de Chile, recibió el Premio Nacional de Periodismo Deportivo en 1979, y trabajó desde 1970 en la Dirección General de Deportes y Recreación (Digeder).